# مرغ حق فیلیپینی
مرغ حق فیلیپینی (نام علمی: Otus megalotis) نام یک گونه از سرده مرغ حق است.